# Nazionale maschile di calcio dell'Uzbekistan
La nazionale di calcio dell'Uzbekistan (in uzbeko Oʻzbekiston milliy futbol terma jamoasi) è la rappresentativa calcistica dell'Uzbekistan ed è posta sotto l'egida della Federazione calcistica uzbeka, a sua volta subordinata alla FIFA.
Nacque subito dopo lo smembramento dell'Unione Sovietica ed esordì il 17 giugno 1992 contro il Tagikistan (2-2). Delle squadre dei nuovi stati ex-URSS dell'Asia centrale che hanno aderito all'AFC, che l'ha prima classificata come "nazionale in via di sviluppo" e poi come "nazionale sviluppata", è quella che ha ottenuto i risultati migliori: ha vinto la medaglia d'oro ai Giochi asiatici del 1994 in Giappone, si è sempre qualificata alla fase finale della Coppa d'Asia, torneo in cui ha raggiunto come miglior risultato il quarto posto nel 2011, e nel 2026 disputerà per la prima volta la Coppa del Mondo.
Disputa le partite interne allo stadio Nazionale di Tashkent.
Occupa la 57ª posizione del ranking FIFA.

## Storia
Dopo la dissoluzione dell'URSS venne creata la nazionale di calcio della Comunità degli Stati Indipendenti che rappresentava l'omonima confederazione di cui l'Uzbekistan fa parte tuttora. Tale nazionale, però, partecipò solo al campionato europeo di calcio 1992, dopodiché ogni nazione che aderiva alla CSI creò la propria nazionale.
L'Uzbekistan esordì il 17 giugno 1992 a Dušanbe contro il Tagikistan (2-2) in un match valido per la prima edizione della Coppa dell'Asia Centrale 1992, alla quale parteciparono anche Turkmenistan, Kazakistan e Kirghizistan. La nazionale uzbeka concluse il torneo al secondo posto, alle spalle del Kazakistan, ma nel 1993 non disputò alcun incontro.
Nel 1994 si affiliò a AFC e FIFA e vinse la seconda e ultima edizione della Coppa dell'Asia Centrale (ufficialmente denominata "Coppa dell'Indipendenza dell'Uzbekistan", per commemorare la recente emancipazione del paese) disputata in casa. Nello stesso anno vinse per 4-2 la finale con la Cina, conquistando la medaglia d'oro ai Giochi Asiatici tenutisi a Hiroshima, in Giappone.
Nel 1995 l'Uzbekistan disputò, in qualità di vincitore dei Giochi asiatici dell'anno prima, la Coppa delle nazioni afro-asiatiche contro la Nigeria, da cui fu battuta sia in casa (3-2) sia in trasferta (1-0).  Nel 1997 aderì assieme alle altre quattro nazionali dell'Asia centrale alla CSAFF.
La nazionale non ottenne poi risultati di rilievo fino alla Coppa d'Asia 2004 in Cina, in cui raggiunse i quarti di finale e fu battuta dal Bahrein ai tiri di rigore.
All'ultimo turno delle qualificazioni per il campionato del mondo 2006 l’Uzbekistan fu eliminato dal Bahrein in base alla differenza reti nello spareggio tra le terze classificate dei due gironi finali. Il risultato fu oggetto di controversie, dal momento che la finale non fu giocata per due, ma per tre volte. La prima partita, quella di andata (terminata 1-0 a favore dell'Uzbekistan), fu annullata dalla FIFA a causa di un vistoso errore dell'arbitro giapponese Yoshida. La ripetizione terminò con il risultato di 1-1. Il match di ritorno si concluse poi sullo 0-0 e sancì l'eliminazione degli uzbeki, che dovettero rinunciare allo spareggio con la quarta classificata del raggruppamento CONCACAF, cui ebbe accesso il Bahrain. Il paradosso della situazione è che quel primo incontro fu annullato per una decisione errata proprio ai danni dell'Uzbekistan, che in realtà reclamò poi il 3-0 a tavolino: l'arbitro decise di annullare la trasformazione di un penalty calciato da Djeparov per l'invasione di area di un calciatore uzbeko, ma inspiegabilmente invece di ordinare la ripetizione del tiro dal dischetto indicò il calcio di punizione per il Bahrein.
Nella Coppa d'Asia 2007 superò nuovamente la fase a gironi, ma si fermò nuovamente ai quarti di finale, battuto per 2-1 dall'Arabia Saudita.
Dopo le gestioni di tre CT stranieri, il tedesco Hans-Jürgen Gede, l'inglese Bob Houghton e il russo Valerij Nepomnjaščij, in tre anni, nel 2006 la nazionale maggiore passò nelle mani di Rauf Inileev, già alla guida tecnica della nazionale olimpica uzbeka.

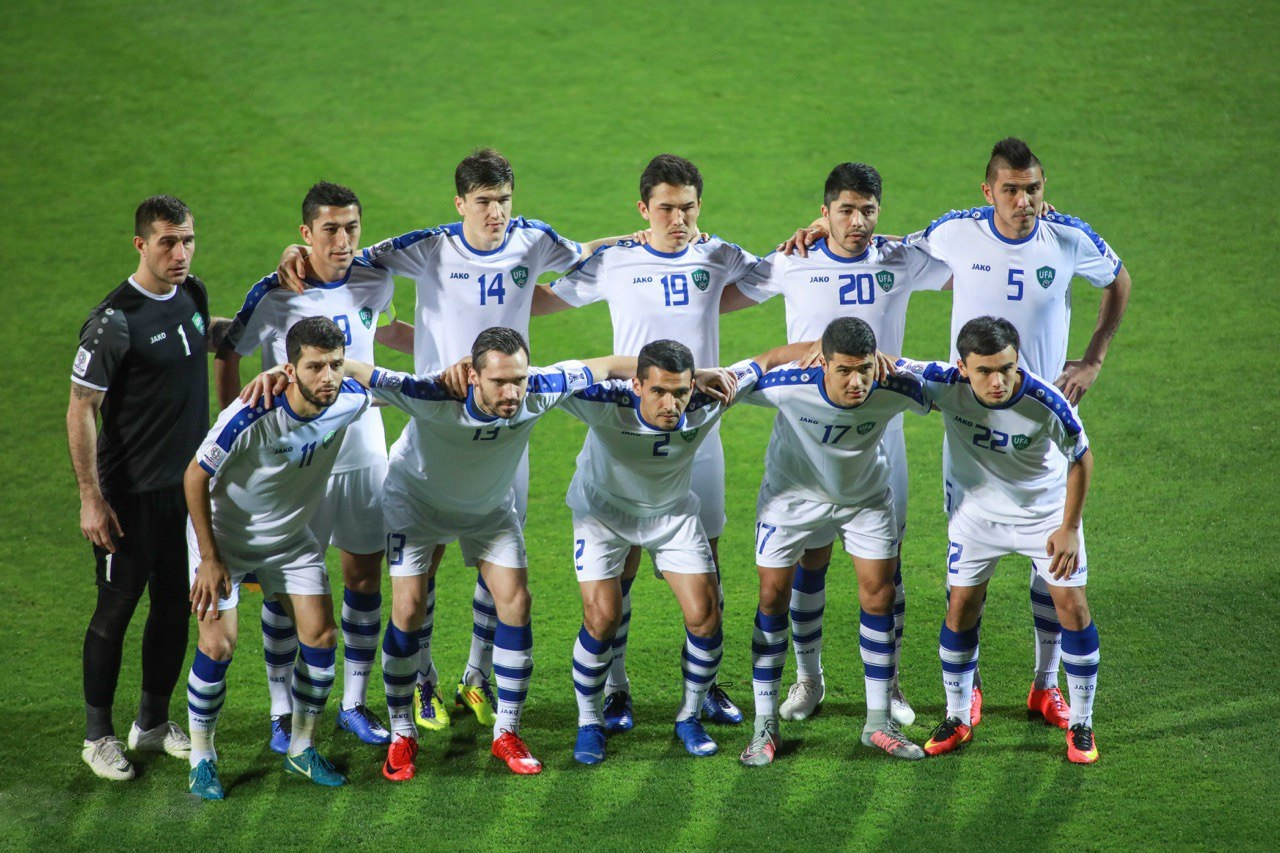
L'Uzbekistan nel match di Coppa d'Asia 2019 contro il

Nelle qualificazioni al campionato del mondo 2010 la squadra vinse le prime due partite e raggiunse il quarto turno delle qualificazioni AFC, ma terminò ultima in classifica nel girone con Australia, Giappone, Bahrein e Qatar, con quattro punti in otto partite e la sua peggior media punti di sempre in un girone finale asiatico.
Nella Coppa d'Asia 2011 l'Uzbekistan raggiunse la semifinale. Vinto il girone con i padroni di casa del Qatar, Cina e Kuwait grazie a due vittorie e un pareggio, eliminò ai quarti di finale la Giordania (2-1) prima di essere sconfitto sonoramente (6-0) dall'Australia. Perse anche la finale di consolazione contro la Corea del Sud (3-2), finendo dunque quarto, miglior risultato di sempre dei Lupi bianchi.
Nelle qualificazioni per il campionato del mondo 2014 l'Uzbekistan ottenne nuovamente l'accesso al quarto turno delle eliminatorie AFC, stavolta vincendo il gruppo del terzo turno con un vantaggio di 6 punti sul favorito Giappone. La nazionale uzbeka fu la migliore del terzo turno, avendo ottenuto 16 punti (frutto di cinque vittorie e un pareggio) di cui 4 contro i giapponesi (sebbene la vittoria fosse arrivata con entrambe le nazionali già qualificate al turno successivo). Nel quarto turno ottenne la sua miglior media punti di sempre in un girone finale di qualificazione ai mondiali (14 in 8 gare) ma si piazzò terza nel proprio girone, dietro Iran e Corea del Sud, a parità di punti coi sudcoreani ma con differenza reti peggiore. Nell'ultima gara l'Uzbekistan avrebbe dovuto vincere in casa contro il Qatar, già eliminato, con quattro reti di scarto e sperare in una mancata vittoria esterna dell'Iran contro la Corea del Sud. L'Uzbekistan vinse per 5-1, ma gli iraniani batterono 1-0 la Corea del Sud costringendo gli uzbeki ad un nuovo spareggio contro l'altra terza classificata dell'altro girone del quarto turno, la Giordania. Il 6 settembre 2013 le due squadre pareggiarono per 1-1 ad Amman; quattro giorni più tardi il punteggio fu lo stesso a Taškent, anche dopo i tempi supplementari. Ai tiri di rigore vinse la Giordania per 9-8.
Nel 2015 fu tra i fondatori della neocostituita Federazione calcistica dell'Asia centrale (CAFA). Nella Coppa d'Asia 2015 la selezione uzbeka ottenne  il secondo posto nel difficile girone vinto dalla Cina e comprendente anche Arabia Saudita e Corea del Nord, poi fu eliminata ai quarti di finale perdendo per 2-0 contro la Corea del Sud dopo i tempi supplementari.
L'Uzbekistan non si qualificò per il campionato del mondo 2018, finendo al quarto posto nel girone del quarto turno, dietro Iran, Corea del Sud e Siria, ma riuscì a qualificarsi alla Coppa d'Asia 2019, dove superò il girone come secondo classificato alle spalle del Giappone e agli ottavi di finale fu eliminato dall'Australia ai tiri di rigore.
Nelle qualificazioni asiatiche al campionato del mondo 2022 la squadra chiuse al secondo posto nel girone, ma a causa del ritiro della Corea del Nord che ha in parte cambiato i risultati di un girone, i 15 punti in 8 gare non furono sufficienti per accedere alla terza fase: per la prima volta l'Uzbekistan non si qualificò all'ultima fase a gironi asiatica. Tale risultato costrinse i Lupi bianchi a passare alla terza fase di qualificazione per la Coppa d'Asia 2023; l'accesso alla fase finale fu ottenuto con 3 vittorie senza gol subiti nel girone ospitato in casa. Nel 2023 la nazionale uzbeka partecipò alla prima edizione della CAFA Nations Cup, chiudendo seconda dietro l'Iran. Nella fase finale della Coppa d'Asia 2023, disputata nel 2024, gli uzbeki chiusero al secondo posto il girone vinto dall'Australia, poi eliminarono la Thailandia (2-1) agli ottavi di finale e ai quarti vennero estromessi dal torneo dei padroni di casa del Qatar (1-1 dopo i tempi supplementari, 3-2 ai tiri di rigore), senza aver perso una partita.
L'Uzbekistan disputò le qualificazioni ai mondiali 2026, partendo dalla seconda fase, dove al pari dell'Iran uscirono imbattuti dal girone E con 4 vittorie e 2 pareggi. La terza fase vide entrambe le squadre venire accoppiate con Emirati Arabi Uniti, Qatar, Kirghizistan e Corea del Nord. Il 5 giugno 2025, il pareggio a reti inviolate contro gli emiratini bastò ai Lupi bianchi per qualificarsi per la prima volta alla fase finale di un Mondiale.

## Partecipazioni alle competizioni internazionali

### Campionato del mondo
| Anno | Luogo                          | Piazzamento      | V | N | P | Gol |
| ---- | ------------------------------ | ---------------- | - | - | - | --- |
| 1994 | Stati Uniti                    | Non partecipante | - | - | - | -   |
| 1998 | Francia                        | Non qualificata  | - | - | - | -   |
| 2002 | Corea del Sud / Giappone       | Non qualificata  | - | - | - | -   |
| 2006 | Germania                       | Non qualificata  | - | - | - | -   |
| 2010 | Sudafrica                      | Non qualificata  | - | - | - | -   |
| 2014 | Brasile                        | Non qualificata  | - | - | - | -   |
| 2018 | Russia                         | Non qualificata  | - | - | - | -   |
| 2022 | Qatar                          | Non qualificata  | - | - | - | -   |
| 2026 | Stati Uniti / Messico / Canada | Qualificata      |   |   |   |     |

### Coppa d'Asia
| Anno | Luogo                                   | Piazzamento      | V | N | P | Gol   |
| ---- | --------------------------------------- | ---------------- | - | - | - | ----- |
| 1996 | Emirati Arabi Uniti                     | Primo turno      | 1 | 0 | 2 | 3:6   |
| 2000 | Libano                                  | Primo turno      | 0 | 1 | 2 | 2:14  |
| 2004 | Cina                                    | Quarti di finale | 3 | 1 | 0 | 5:2   |
| 2007 | Indonesia/ Malaysia Thailandia/ Vietnam | Quarti di finale | 2 | 0 | 2 | 10:4  |
| 2011 | Qatar                                   | Quarto posto     | 3 | 1 | 2 | 10:13 |
| 2015 | Australia                               | Quarti di finale | 2 | 0 | 2 | 5:5   |
| 2019 | Emirati Arabi Uniti                     | Ottavi di finale | 2 | 1 | 1 | 7:3   |
| 2023 | Qatar                                   | Quarti di finale | 2 | 3 | 0 | 7:3   |

## Rosa attuale
Lista dei convocati per le gare di qualificazione al campionato mondiale di calcio 2026 del 5 e 10 settembre 2024.
Statistiche aggiornate al termine della seconda gara.
| 1  | P | O'tkir Yusupov            | 4 gennaio 1991    | 33 | 0  | Foolad            |  |  |
| 12 | P | Abduvohid Ne'matov        | 20 marzo 2001     | 7  | 0  | Nasaf Qarshi      |  |  |
| 16 | P | Botirali Ergashev         | 23 giugno 1995    | 6  | 0  | Neftçi Baku       |  |  |
|    |   |                           |                   |    |    |                   |  |  |
| 4  | D | Farruh Sayfiyev           | 17 gennaio 1991   | 57 | 1  | Navbahor Namangan |  |  |
| 5  | D | Rustam Ashurmatov         | 7 luglio 1996     | 38 | 1  | Rubin             |  |  |
| 3  | D | Xojiakbar Alijonov        | 19 aprile 1997    | 35 | 1  | Paxtakor          |  |  |
| 15 | D | Umar Eshmurodov           | 30 novembre 1992  | 32 | 0  | Selangor          |  |  |
| 23 | D | Husniddin Aliqulov        | 4 aprile 1999     | 24 | 3  | Çaykur Rizespor   |  |  |
| 13 | D | Sherzod Nasrullaev        | 23 luglio 1998    | 22 | 2  | Nasaf Qarshi      |  |  |
| 18 | D | Abdulla Abdullaev         | 1º settembre 1997 | 20 | 0  | Paxtakor          |  |  |
| 25 | D | Abdukodir Khusanov        | 29 febbraio 2004  | 14 | 0  | Manchester City   |  |  |
| 24 | D | Mukhammadkodir Khamraliev | 6 luglio 2001     | 2  | 0  | Paxtakor          |  |  |
|    |   |                           |                   |    |    |                   |  |  |
| 7  | C | Otabek Shukurov           | 22 giugno 1996    | 71 | 7  | Al-Fayha          |  |  |
| 9  | C | Odiljon Hamrobekov        | 13 febbraio 1996  | 57 | 1  | Navbahor Namangan |  |  |
| 8  | C | Jamshid Iskanderov        | 16 ottobre 1993   | 36 | 4  | Navbahor Namangan |  |  |
| 19 | C | Azizbek Turg'unboev       | 1º ottobre 1994   | 34 | 4  | Sivasspor         |  |  |
| 20 | C | Xojimat Erkinov           | 29 maggio 2001    | 30 | 4  | Al-Wahda          |  |  |
| 22 | C | Abbosbek Fayzullayev      | 3 ottobre 2003    | 19 | 4  | CSKA Mosca        |  |  |
| 6  | C | Akmal Mozgovoy            | 2 aprile 1999     | 11 | 0  | Nasaf Qarshi      |  |  |
|    |   |                           |                   |    |    |                   |  |  |
| 14 | A | Eldor Shomurodov          | 29 giugno 1995    | 75 | 41 | Roma              |  |  |
| 10 | A | Jaloliddin Masharipov     | 1º settembre 1993 | 66 | 12 | Esteghlal         |  |  |
| 11 | A | Oston Urunov              | 19 dicembre 2000  | 31 | 8  | Persepolis        |  |  |
| 17 | A | Bobur Abduholiqov         | 23 aprile 1997    | 15 | 1  | Nasaf Qarshi      |  |  |
| 24 | A | Azizbek Amonov            | 30 ottobre 1997   | 10 | 2  | Neftçi Baku       |  |  |

## Tutte le rose

### Coppa d'Asia
Coppa d'Asia 19961 Bugalo, 2 Davletov, 3 Ruzimov, 4 Magametov, 5 Momotov, 6 Sharipov, 7 Atayan, 8 Lebedev, 9 Bozorov, 10 Shkvyrin, 11 Shatskikh, 13 Musabayev, 14 Shirshov, 15 Fyodorov, 16 Denisov, 17 Khasanov, 19 Abduraimov, 20 Nazarov, 21 Baškevič, 23 Semyonov, CT: Ibragimov
Coppa d'Asia 20001 Bugalo, 2 Ashurmatov, 3 Fyodorov, 4 Qosimov, 5 Lushan, 7 Shamuradov, 8 Shirshov, 9 Kurbonov, 10 Shatskix, 11 Akopyants, 12 Fayziev, 14 Tairov, 15 Lebedev, 16 Osmanov, 17 Davletov, 18 Khvostunov, 20 Zabirov, 23 Kutibayev, 24 Isoqov, 25 Durmonov, 26 Shkvyrin, 27 Rakhmonqulov, CT: Sarkisyan
Coppa d'Asia 20041 Polyakov, 2 Ashurmatov, 3 Fyodorov, 4 Qosimov, 6 Koshelev, 7 Akopyants, 8 Jeparov, 9 Soliev, 11 Shishelov, 12 Nesterov, 13 Raimqulov, 15 Geynrix, 17 Cholmurodov, 18 Kapadze, 20 Magdeev, 21 Safonov, 22 Shirshov, 23 Zeytullayev, 24 Aliqulov, 25 Inomov, 26 Bikmayev, 28 Nikolayev, CT: Haydarov
Coppa d'Asia 20071 Bugalo, 2 Karimov, 3 Denisov, 4 Ibragimov, 5 Aliqulov, 6 Ismoilov, 7 Haydarov, 8 Jeparov, 9 Solomin, 10 Bakaev, 11 Bikmayev, 12 Nesterov, 13 Hashimov, 14 Karpenko, 15 Geynrix, 16 Shatskix, 17 Nikolayev, 18 Kapadze, 19 Inomov, 20 Magdeev, 21 Hasanov, 22 Akramov, 23 Qorayev, CT: Inileev
Coppa d'Asia 20111 T. Jo'rayev, 2 Bakaev, 3 Mullajonov, 4 Ismoilov, 5 Ibragimov, 6 S. Jo'rayev, 7 Haydarov, 8 Jeparov, 9 Ahmedov, 10 Salomov, 11 Bikmayev, 12 Nesterov, 13 Navkarov, 14 Andreyev, 15 Geynrix, 16 Shatskix, 17 Tursunov, 18 Kapadze, 19 Hasanov, 20 Nurliboyev, 21 Zukhurov, 22 Karpenko, 23 Galiulin, CT: Abramov
Coppa d'Asia 20151 Suyunov, 2 Krimets, 3 Mullajonov, 4 Rashidov, 5 Ismoilov, 6 Nasimov, 7 Haydarov, 8 Jeparov, 9 Ahmedov, 10 Iskanderov, 11 Sergeyev, 12 Nesterov, 13 L. To'rayev, 14 Muhammadiyev, 15 Hasanov, 16 Shodiyev, 17 Tursunov, 18 Kapadze, 19 Denisov, 20 To'xtaxo'jayev, 21 A. To'rayev, 22 Sayfiyev, 23 Shorahmedov, CT: Qosimov
Coppa d'Asia 20191 Nesterov, 2 Shorahmedov, 3 Tursunov, 4 Sayfiyev, 5 Ismoilov, 6 Hoshimov, 7 Rashidov, 8 Aliboyev, 9 Ahmedov, 10 Bikmayev, 11 Masharipov, 12 Quvvatov, 13 Zoteyev, 14 Shomurodov, 15 Krimets, 16 Turg'unboev, 17 Hamdamov, 18 Musayev, 19 Shukurov, 20 To'xtaxo'jayev, 21 Yusupov, 22 Sidiqov, 23 Hamrobekov, CT: Cúper
Coppa d'Asia 20231 Yusupov, 2 Hamroliyev, 3 Alijonov, 4 Sayfiyev, 5 Ashurmatov, 6 Xolmatov, 7 Shukurov, 8 Iskanderov, 9 Hamrobekov, 10 Masharipov, 11 O'runov, 12 Ne'matov, 13 Nasrullaev, 14 Boltaboev, 15 Eshmurodov, 16 Ergashev, 17 Abduholiqov, 18 Abdullaev, 19 Turg'unboev, 20 Erkinov, 21 Sergeyev, 22 Fayzullayev, 23 Umarov, 24 Amonov, 25 Khusanov, 26 Abdurahmatov, CT: Katanec

## Record individuali
Dati aggiornati al 10 settembre 2024.
In grassetto i calciatori ancora attivi in nazionale.

### Presenze
| Pos. | Giocatore            | Presenze | Reti | Periodo   |
| ---- | -------------------- | -------- | ---- | --------- |
| 1    | Server Djeparov      | 128      | 16   | 2002-2017 |
| 2    | Timur Kapadze        | 119      | 10   | 2002-2015 |
| 3    | Odil Ahmedov         | 108      | 15   | 2007-2021 |
| 4    | Ignatiy Nesterov     | 105      | 10   | 2002-2019 |
| 5    | Anzur Ismailov       | 102      | 12   | 2007-2019 |
| 6    | Alexander Geynrikh   | 97       | 29   | 2002-2017 |
| 7    | Azizbek Haydarov     | 85       | 4    | 2007-2018 |
| 8    | Eldor Shomurodov     | 75       | 41   | 2015-     |
| 9    | Islom Tukhtakhodjaev | 73       | 2    | 2009-2021 |
| 10   | Igor Sergeev         | 73       | 19   | 2013-     |

### Reti
| Pos. | Giocatore          | Goal | Presenze | Periodo   |
| ---- | ------------------ | ---- | -------- | --------- |
| 1    | Eldor Shomurodov   | 41   | 75       | 2015-     |
| 2    | Maxim Shatskikh    | 34   | 61       | 1999-2014 |
| 3    | Alexander Geynrikh | 31   | 97       | 2002-2017 |
| 4    | Mirjalol Qosimov   | 31   | 67       | 1992-2005 |
| 5    | Server Djeparov    | 25   | 128      | 2002-2017 |
| 6    | Odil Ahmedov       | 21   | 108      | 2007-2021 |
| 7    | Igor Shkvyrin      | 20   | 31       | 1992-2000 |
| 8    | Igor Sergeev       | 19   | 73       | 2013-     |
| 9    | Jafar Irismetov    | 15   | 36       | 1997-2007 |
| 10   | Ulugbek Bakayev    | 14   | 52       | 2001-2014 |